# Joseph Liouville

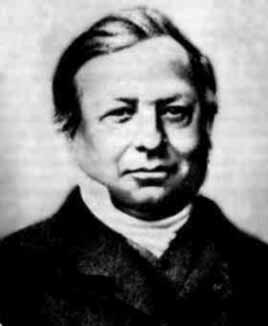
Joseph Liouville

Joseph Liouville (n. 24 martie 1809, Morin-la-Montagne, Nord-Pas-de-Calais, Franța – d. 8 septembrie 1882, Quartier de la Monnaie⁠(d), Île-de-France, Franța) a fost un matematician francez.

## Operă
A publicat lucrări în diverse domenii ca: teoria numerelor, analiza complexă, geometrie diferențială, topologie diferențială, fizica matematică și astronomie.
O cunoscută teoremă din cadrul analizei complexe îi poartă numele.
Printre cele mai importante contribuții aduse la teoria numerelor se numără și demostrarea existenței numerelor transcedentale.